# 1177 Gonnessia
1177 Gonnessia je asteroid v asteroidnem pasu. Kaže značilnosti treh tipov asteroidov ( X, F in U )

## Odkritje
Asteroid je 18. maja 1942 odkril francoski astronom Louis Boyer (1901–1999) v mestu Alžiru. Poimenovan je po francoskem astronomu in predstojniku observatorija Françoisu Gonnessiatu v Alžiru.

## Značilnosti
Asteroid Gonnessia obkroži Sonce v 6,14 letih. Njegova tirnica ima izsrednost 0,029, nagnjena pa je za 15,067° proti ekliptiki. Njegov premer je 91,98 km , okoli svoje osi se zavrti v 6,81 h.